# Lola Young
Lola Emily Mary Young (Londres, 4 de janeiro de 2001)  é uma cantora inglesa. Ela é mais conhecida por seu hit de 2024, "Messy", sua primeira música a entrar nas paradas, que chegou ao topo da parada de singles do Reino Unido.
Young recebeu diversas indicações a prêmios. Ela foi indicada ao Brit Awards de Estrela em Ascensão em 2021, de Melhor Artista pop de 2025 e ficou em quarto lugar na pesquisa BBC Sound of 2022. Ela ganhou o prêmio Ivor Novello de Estrela em Ascensão em 2025.

## Infância
Young cresceu na área de Beckenham, em Londres, filho de pai jamaicano-chinês e mãe inglesa. Seu padrasto, um baixista, e sua mãe nutriram seus talentos musicais. Sua tia-avó, Julia Donaldson, autora de O Gruffalo, também influenciou seu desenvolvimento criativo. Aos seis anos de idade, ela começou a ter aulas de piano, violão e canto, desenvolvendo um profundo amor pela composição aos 11 anos.

## Carreira

### 2013–2018: Início da carreira
Young frequentou a BRIT School, onde aprimorou suas habilidades e foi escolhida pela competição de canto Open Mic UK como vencedora aos 15 anos com sua canção "Never Enough". Em 2016, Young apareceu no programa Got What It Takes? da CBBC., terminando como vice-campeã. Depois de se formar na BRIT School em 2018, ela continuou se apresentando em shows locais e eventos de microfone aberto, acabando por chamar a atenção de figuras da indústria Nick Shymansky, ex-empresário de Amy Winehouse, e Nick Huggett, que primeiro contratou Adele. Os dois logo se tornaram seus empresários.

### 2019–2023: Revelação e álbum de estreia
Em 2019, Young assinou com a Island Records e lançou seu single de estreia, "6 Feet Under", seguido pelo EP Intro. Seu próximo EP, Renaissance, foi lançado em 28 de abril de 2020. Apesar dos desafios impostos pela pandemia de COVID-19, ela manteve sua presença por meio de apresentações virtuais e continuou a lançar músicas, incluindo o single "Woman". Em 2021, Young ganhou maior reconhecimento com sua atuação no The Late Late Show com James Corden e sua interpretação de "Together in Electric Dreams" para o anúncio de Natal da John Lewis. Ela foi indicada ao Brit Award de Estrela em Ascensão. O primeiro single de Young para seu álbum de estreia, Stream of Consciousness, foi lançado em 25 de novembro de 2022 e uma turnê europeia de sucesso se seguiu. O álbum, My Mind Wanders and Sometimes Leaves Completely, foi lançado em 2023.

### 2024–presente: "This Wasn't Meant For You Anyway"e novidades
O segundo álbum de Young, This Wasn't Meant for You Anyway, foi lançado em 21 de junho de 2024. Incluindo os singles "Wish You Were Dead", "Conceited", "Big Brown Eyes" e o single número 1 certificado como platina "Messy", o mesmo ganhou força viral através do TikTok, aumentando significativamente seu perfil internacional.
Em outubro de 2024, Young foi destaque em "Like Him", uma faixa do álbum Chromakopia de Tyler, the Creator.
Em 21 de janeiro de 2025, Young cantou "Messy" no The Tonight Show Starring Jimmy Fallon, antes de fazer sua estreia no Coachella em 11 de abril de 2025.
Em 16 de maio de 2025, Young lançou seu single "One Thing", o primeiro single de seu terceiro álbum de estúdio I'm Only F**king Myself, que ela anunciou em 18 de junho de 2025, com lançamento previsto para 19 de setembro de 2025. Ela lançou o segundo single do álbum "Not Like That Anymore" em 20 de junho de 2025.

## Vida pessoal
Young falou abertamente sobre seu diagnóstico de transtorno esquizoafetivo aos 17 anos. Ela sofre de cistos recorrentes nas cordas vocais, o que tem causado problemas em seu canto, resultando no cancelamento de shows e crises. Em 2025, ela se assumiu bissexual.

## Discografia

### Álbuns de estúdio
| Título                                          | Detalhes do álbum                                                                                     |
| ----------------------------------------------- | --- |
| My Mind Wanders and Sometimes Leaves Completely | - Lançamento: 26 de Maio de 2023 - Editora: Island - Formato: CD, download digital, streaming, vinil  |
| This Wasn't Meant for You Anyway                | - Lançamento: 21 de Junho de 2024 - Editora: Island - Formato: CD, download digital, streaming, vinil |
| I'm Only F**king Myself                         | - Lançamento: 19 de Setembro de 2025 - Editora: Island - Formato: CD, vinil                           |

### Mini-álbuns
| Título | Detalhes do álbum                                                                                |
| ------ | ------------------------------------------------------------------------------------------------ |
| Intro  | - Lançamento: 7 de novembro de 2019 - Editora: Island - Formato: CD, download digital, streaming |

### Extended Plays
| Título         | Detalhes do EP                                                                           |
| -------------- | ---------------------------------------------------------------------------------------- |
| Renaissance    | - Lançado: 28 de abril de 2020 - Editora: Island - Formato: Download digital, streaming  |
| After Midnight | - Lançado: 20 de agosto de 2021 - Editora: Island - Formato: Download digital, streaming |

## Turnês
Artista Principal
- This Wasn't Meant for You Anyway Tour (2024–2025)
- UK Tour (2025)
- North America Tour (2025)

Ato de abertura
- Imagine Dragons - Mercury World Tour (2022)
- Melanie Martinez - The Trilogy Tour (2024)
- Billie Eilish – Hit Me Hard and Soft: The Tour (2025)